# قوم يا مصري (أغنية)

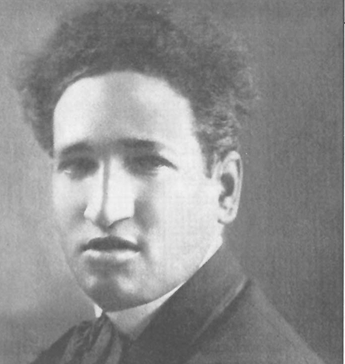
سيد درويش

قوم يا مصري هي أغنية وطنية مصرية صدرت عام 1919، الأغنية من كلمات بديع خيري وألحان وغناء سيد درويش.

## الخلفية
كانت الأغنية جزء من مسرحية قولوا لنجيب الريحاني وكان من المفترض أن يتم عرضها في شهر مارس، إلا أن اندلاع أحداث ثورة 1919 في ذلك الحين أدى لتأجيل العرض إلى شهر مايو فعبر الثنائي سيد درويش وبديع خيري ودعوا الجماهير للنهضة والمشاركة: «قوم يا مصري مصر دايما بتناديك..خد بنصرى نصرى دين واجب عليك».
وتشير الكلمات إلى نفي سعد زغلول بـ«يوم ما سعدى راح هدر قدام عينيك»، وتحمل الأغنية كثير من هذه المعاني المبطنة والمقصود بها سعد مثل «نيلها جى السعد منه» و«يوم مبارك تم لك فيه السعود».فكانت المقاومة من خلال الكلمات الوطنية في هذه الفترة، والتي غالبا ما تكون لبديع خيري أو ليونس القاضي، تتلاعب بالألفاظ حتى لا تقع تحت سطوة الأحكام العسكرية بعد أن قررت السلطات البريطانية بسجن وجلد كل من يتلفظ باسم سعد باشا.

## كلمات الأغنية
قوم يا مصرى مصر دايما بتناديك
خد بنصرى نصرى دين واجب عليك
يوم ما سعدى راح هدر قدام عينيك
عد لى مجدى اللى ضيعته أيديك
شوف جدودك في قبورهم ليل نهار
من جمودك كل عضمة بتستجار
صون أثارك ياللى دنست الاثار
دول فاتولك مجد و أنت فوت عار
شوفت اى بلاد يا مصرى في الجمال
تيجى زى بلادك اللى ترابها مال
نيلها جى السعد منه حلال زلال
كل حى يفوز برزقه عيشته عال
يوم مبارك تم لك فيه السعود
حب جارك قبل ما تحب الوجود
ايه نصارى و مسلمين قال ايه و يهود
دى العبارة نسل واحد مـ الجدود
ليه يا مصرى كل أحوالك عجب
تشكى فقرك و أنت ماشى فوق دهب
مصر جنة طول ما فيها أنت يا نيل
عمر أبنك لم يعيش أبدا ذليل
يوم مبارك تم لك فيه السعود
حب جارك قبل ما تحب الوجود
ايه نصارى و مسلمين قال ايه و يهود
دى العبارة نسل واحد مـ الجدود

## وصلات خارجية
- أغنية قوم يا مصري على يوتيوب